# Renfe Integria
Renfe Integria est la marque sous laquelle travaille l'entreprise espagnole de maintenance de matériel ferroviaire espagnole Renfe Fabricación y Mantenimiento, S. A., une société par actions appartenant à l'opérateur ferroviaire Renfe Operadora.

## Historique
Auparavant, Renfe Integria était une unité d'affaires intégrée à Renfe Operadora. Elle a été séparée de cette entité en janvier 2013 à la suite du projet du gouvernement espagnol de séparer les activités de Renfe Operadora en quatre sociétés qui lui appartiennent.

## Caractéristiques
Renfe Integria a pour missions l'entretien, la fabrication et la rénovation du matériel ferroviaire de Renfe Operadora, la réparation des composants de ce matériel, ainsi que sa vente et sa location. À la suite de l'intégration de FEVE dans Renfe Operadora en janvier 2013, Renfe Integria est également responsable de la maintenance des trains à voie métrique hérités de cette société.